# Cape Mabel
Cape Mabel är en udde i Antarktis. Den ligger i Sydorkneyöarna. Argentina och Storbritannien gör anspråk på området.